# Hypena nigrescens
Hypena nigrescens är en fjärilsart som beskrevs av Moore 1881. Hypena nigrescens ingår i släktet Hypena och familjen nattflyn. Inga underarter finns listade i Catalogue of Life.